# Station Hillegem
Station Hillegem is een spoorweghalte langs spoorlijn 89 (Denderleeuw - Kortrijk) in Hillegem, een deelgemeente van Herzele. Het is een station zonder loketten.
Toen in 1868 de spoorwegverbinding tussen Denderleeuw en Kortrijk gereedkwam werd te Hillegem geen station voorzien. Hillegem was in die tijd geen grote gemeente en enkele kilometers ervandaan lag immers Herzele. In 1895 werd er dan toch een stopplaats geopend, zij het zonder stationsgebouw en dus zonder loket. In de loop der jaren is er weinig veranderd aan het station; vandaag is Hillegem nog steeds een uiterst beperkte halte nagenoeg zonder voorzieningen. Sinds 1994 wordt het station niet meer in het weekend bediend.
Tot voor 2010 beschikte Hillegem slechts over 2 onverharde perrons waar Infrabel enkele schuilhuisjes op geplaatst heeft (de foto's op deze pagina dateren uit 2009). In 2010 werden de perrons verhard en op de nieuwe standaardhoogte (76 centimeter) gebracht.
De perrons bevinden zich in een bajonetligging, dat betekent dat beide perrons schuin tegenover elkaar, aan weerszijden van de overweg liggen. Zodoende blijft de overweg minder lang gesloten als een trein in het station halt houdt. Om de sporen over te steken is geen speciale infrastructuur voorzien; reizigers dienen de overweg te gebruiken.
Er is een overdekte fietsstalling. Voor auto's zijn er geen parkeerfaciliteiten. Bestuurders moeten uitwijken naar de omliggende straten, want vlakbij is het onmogelijk om te parkeren.
In 2011 echter stond station Hillegem samen met Welle op dezelfde lijn op de lijst 'mogelijk te sluiten stopplaatsen' omdat er minder dan 70 reizigers per dag van gebruikmaken. Dit ondanks de vernieuwing het jaar eerder.

## Galerij

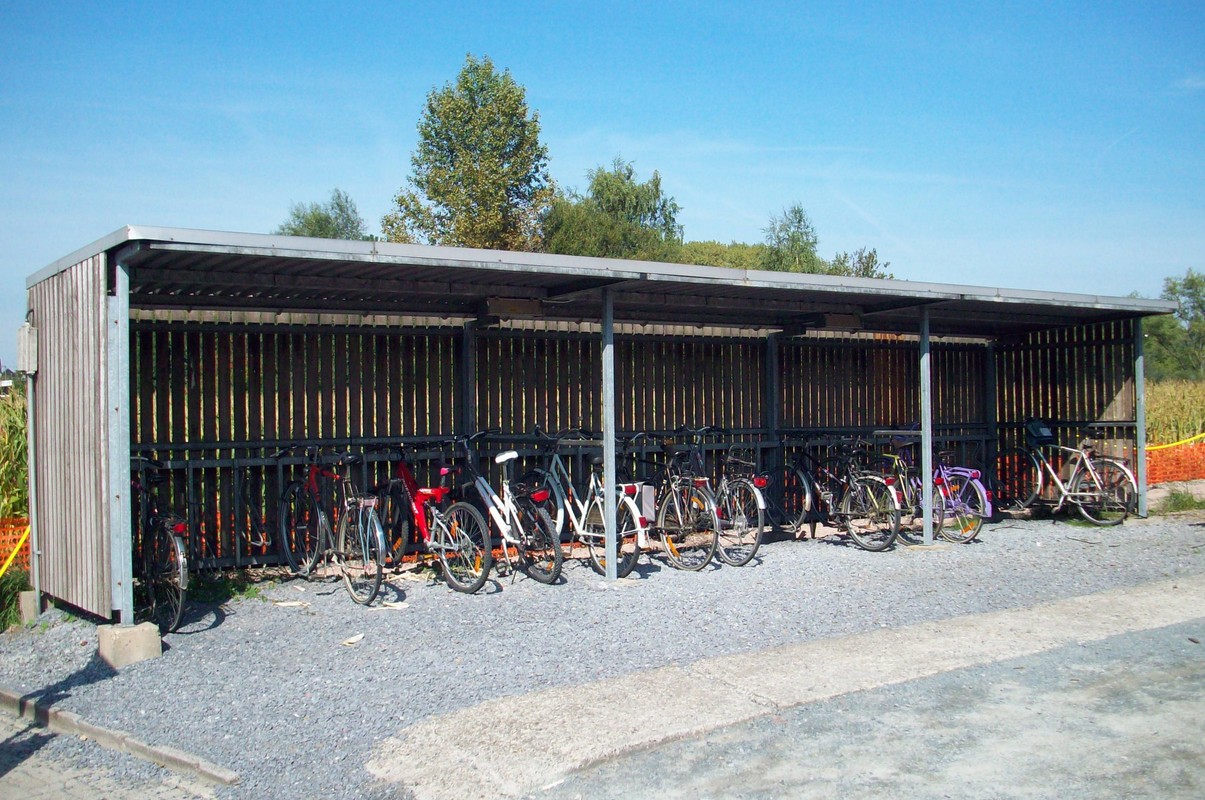
Fietsenstalling
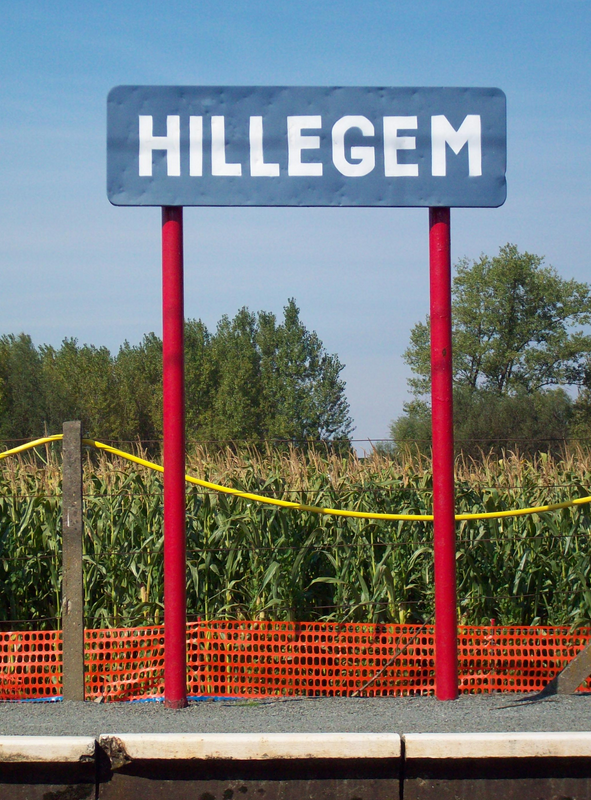
Naambord station Hillegem

## Treindienst
| Serie | Treinsoort | Route                                                                               | Bijzonderheden |
| ----- | ---------- | ----------------------------------------------------------------------------------- | --- |
| S 6   | GEN (NMBS) | Zottegem – Hillegem – Denderleeuw – Geraardsbergen                                  | Rijdt alleen op werkdagen. Tijdens de spits een rit vanaf Oudenaarde.                                                                                              |
| S 8   | GEN (NMBS) | Zottegem – Hillegem – Brussel-Zuid – Brussel-Schuman – Ottignies – Louvain-la-Neuve | Rit naar Zottegem rijdt niet in het weekend. Een rit rijdt dagelijks tussen Brussel-Zuid - Ottignies. Een rit rijdt dagelijks tussen Ottignies - Louvain-la-Neuve. |

## Reizigerstellingen
De grafiek en tabel geven het gemiddeld aantal instappende reizigers weer op een week-, zater- en zondag.
| Tabel: aantal instappende reizigers station Hillegem | Tabel: aantal instappende reizigers station Hillegem | Tabel: aantal instappende reizigers station Hillegem | Tabel: aantal instappende reizigers station Hillegem |
|                                                      | Weekdag                                              | Zaterdag                                             | Zondag                                               |
| ---------------------------------------------------- | ---------------------------------------------------- | ---------------------------------------------------- | ---------------------------------------------------- |
| 1977                                                 | 303                                                  | 35                                                   | 33                                                   |
| 1978                                                 | 334                                                  | 46                                                   | 13                                                   |
| 1979                                                 | 331                                                  | 38                                                   | 25                                                   |
| 1980                                                 | 325                                                  | 36                                                   | 24                                                   |
| 1981                                                 | 300                                                  | 19                                                   | 9                                                    |
| 1982                                                 | 275                                                  | 28                                                   | 20                                                   |
| 1983                                                 | 245                                                  | 22                                                   | 16                                                   |
| 1984                                                 | 236                                                  | 18                                                   | 31                                                   |
| 1985                                                 | 158                                                  | 22                                                   | 35                                                   |
| 1986                                                 | 156                                                  | 32                                                   | 25                                                   |
| 1987                                                 | 239                                                  | 26                                                   | 28                                                   |
| 1988                                                 | 149                                                  | 17                                                   | 19                                                   |
| 1989                                                 | 160                                                  | 15                                                   | 19                                                   |
| 1990                                                 | 151                                                  | 13                                                   | 12                                                   |
| 1991                                                 | 141                                                  | 12                                                   | 11                                                   |
| 1992                                                 | 142                                                  | 16                                                   | 20                                                   |
| 1993                                                 | 163                                                  | 9                                                    | 8                                                    |
| 1994                                                 | 163                                                  | -                                                    | -                                                    |
| 1995                                                 | 134                                                  | -                                                    | -                                                    |
| 1996                                                 | 151                                                  | -                                                    | -                                                    |
| 1997                                                 | 146                                                  | -                                                    | -                                                    |
| 1998                                                 | 144                                                  | -                                                    | -                                                    |
| 1999                                                 | 135                                                  | -                                                    | -                                                    |
| 2000                                                 | 142                                                  | -                                                    | -                                                    |
| 2001                                                 | 122                                                  | -                                                    | -                                                    |
| 2002                                                 | 100                                                  | -                                                    | -                                                    |
| 2003                                                 | 101                                                  | -                                                    | -                                                    |
| 2004                                                 | 92                                                   | -                                                    | -                                                    |
| 2005                                                 | 84                                                   | -                                                    | -                                                    |
| 2006                                                 | 96                                                   | -                                                    | -                                                    |
| 2007                                                 | 92                                                   | -                                                    | -                                                    |
| 2008                                                 | -                                                    | -                                                    | -                                                    |
| 2009                                                 | 69                                                   | -                                                    | -                                                    |
| 2010                                                 | -                                                    | -                                                    | -                                                    |
| 2011                                                 | -                                                    | -                                                    | -                                                    |
| 2012                                                 | 93                                                   | -                                                    | -                                                    |
| 2013                                                 | 69                                                   | -                                                    | -                                                    |
| 2014                                                 | 87                                                   | -                                                    | -                                                    |
| 2015                                                 | 114                                                  | -                                                    | -                                                    |
| 2016                                                 | 88                                                   | -                                                    | -                                                    |
| 2017                                                 | 95                                                   | -                                                    | -                                                    |
| 2018                                                 | 118                                                  | -                                                    | -                                                    |
| 2019                                                 | 103                                                  | -                                                    | -                                                    |
| 2020                                                 | 87                                                   | -                                                    | -                                                    |
| 2021                                                 | -                                                    | -                                                    | -                                                    |
| 2022                                                 | 209                                                  | 69                                                   | 71                                                   |
| 2023                                                 | 168                                                  | 35                                                   | 34                                                   |
| 2024                                                 | 163                                                  | 61                                                   | 46                                                   |

0,0: Aalst ·
2,1: Aalst-Kerrebroek ·
4,2: Vijfhuizen ·
6,5: Erpe-Mere ·
9,0: Bambrugge ·
10,0/11,2: Burst ·
13,0: Terhagen ·
14,3: Herzele ·
16,0: Hillegem ·
17,6: Leeuwergem ·
20,2: Zottegem ·
2,3: Rozebeke ·
3,6: Michelbeke ·
7,7: Nederbrakel ·
10,7: Opbrakel ·
12,7: Vloesberg-Bos ·
15,6: Queneau ·
16,3: Rigoudrie ·
17,9: Elzele ·
23,0: Marijve ·
24,0: Ronse
0,0: Denderleeuw ·
2,1: Welle ·
3,9: Haaltert ·
6,5: Ede ·
11,2: Burst ·
13,0: Terhagen ·
14,3: Herzele ·
16,0: Hillegem ·
17,6: Leeuwergem ·
20,2: Zottegem ·
25,8: Roborst ·
27,5: Munkzwalm ·
30,0: Sint-Denijs-Boekel ·
32,5: Welden ·
34,7: Ename ·
37,5: Oudenaarde ·
41,0: Petegem ·
43,2: Elsegem ·
45,7: Anzegem ·
49,1: Sterhoek ·
53,8: Vichte ·
56,6: Deerlijk ·
59,8: Stasegem ·
63,3: Kortrijk